# Axel Lille
Axel Johan Lille, född 28 mars 1848 i Helsingfors, död 28 juni 1921 i Helsingfors, var en finlandssvensk politiker och tidningsman, grundare av Svenska Folkpartiet. Han var även SFP:s förste ordförande. Han var son till Bengt Olof Lille och Ida Gustava Waenerberg.

## Biografi
Lille blev student 1866, filosofie kandidat 1872 och magister 1873, juris kandidat 1879 och juris doktor 1882. Han beträdde 1870 den publicistiska banan som en av grundläggarna och utgivarna av tidningen "Wikingen". År 1873 var han ansvarig utgivare av "Viborgs tidning". Sedan han sysselsatt sig med juridiska specialstudier och 1882 utgivit en avhandling om Försäkringsväsendet, dess historiska utveckling och nationalekonomiska betydelse, återvände han till den publicistiska verksamheten 1883, då han blev huvudredaktör för "Nya Pressen", som grundlades för att utgöra ett huvudorgan för de svenska bildningsintressena i Finland. Lille var därjämte verksam vid lantdagarna som representant i borgarståndet 1885 och 1888 för Gamlakarleby samt 1891, 1894, 1897, 1899 och 1900 för Helsingfors. Sedan Bobrikov blivit generalguvernör, kämpade Lille i "Nya Pressen" kraftigt för grundlagarnas försvar, tills tidningen 1900 blev indragen. Därefter var han huvudredaktör för den i stället grundlagda tidningen "Dagligt allehanda", tills även den indrogs 1901. Han överflyttade 1902 till Stockholm, där han verkade som publicist och blev svensk medborgare 1903. Men 1905 efter "storstrejken" återvände han till Finland, där han ånyo blev redaktör för "Nya Pressen", som återuppsattes i början av 1906.
Lille kvarstod som huvudredaktör för "Nya Pressen" (som under tiden förenades med "Dagens tidning") till 1917. Han avgick samma år från ordförandeskapet i Svenska folkpartiet samt invaldes i lantdagen. Efter frihetskrigets slut 1918 utsågs han till Finlands pressrepresentant i Stockholm och lyckades på många håll vinna sympati för de finländska synpunkterna, men återkallades snart av de finska makthavarna. Lille blev samma år antagen till verkställande direktör i Städernas i Finland brandstodsbolag, vars direktion han tillhört sedan 1882. Trots att han var drabbad av sjukdom författade han det muntra lustspelet Lyckans galoscher (1920). Några månader före sin död utgav han det monumentala verket Den svenska nationalitetens i Finland samlingsrörelse (1921).

## Svenskhet
Våren 1914 utgav Svenska studenters partidelegation i Helsingfors en samling uppsatser, Svenskt i Finland. Ställning och strävanden. I inledningen framhålls att svenskhetsrörelsen sedan några år befann sig i ett nytt skede - man syftade naturligtvis på lantdagsreformens konsekvenser 1906. I sitt bidrag betitlat "Vår framtid" skriver Lille att "Tre omständigheter betinga den svenska nationalitetens framtidsutsikter i vårt land: dess vilja att leva, de öden som kunna träffa hela det folk, varav den utgör en oupplöslig del, samt förhållandet mellan denna och den finska nationaliteten." Han menar att den svenska samlingsrörelsen som under samtiden gick genom den svenska nationaliteten ute i bygderna utgått från den bildade klassen. Om misströstan som återfanns inom vissa svenska krestar om den finska nationalismen säger han: "För mig ter sig denna fruktan såsom ett alltför starkt och oberättigat underskattande av det svenska folkelementets livskraft. Underlägset till numerären, är detta till intellektuell begåvning fullt jämbördigt med det finska, i fråga om praktiskt sinne och duglighet måhända överlägset detsamma. Härtill kommer, att den svenska nationaliteten har förmånen att äga en äldre och högre stående kultur samt att genom sitt språk stå i omedelbar andlig beröring med hela den skandinaviska norden." Även de ekonomiska resurserna var stora. "Den finska nationalismen måste väl också antagas redan ha överskridit sitt kulmen. Många tecken tyda därpå." Eftersom finskans ställning var säkrad saknade finnarna anledning att förgripa sig på svenskan. Han avslutar med orden: "Den svenska nationaliteten i Finland har sitt öde i sin egen hand. Manligt mod, arbetslust, återhållsamhet i njutning samt offervillighet för de svenska intressena, och framtiden är vår."

## Verk
- Rätt är rätt: Folkskådespel i fyra akter och en tablå (1877)
- Tvenne dramatiska teckningar ur folklifvet (1878)
- Anders Chydenius i förhållande till samtida nationalekonomer (1882)
- Försäkringsväsendet, dess historiska utveckling och nationalekonomiska betydelse (1882)
- On the validity of the fundamental laws of Finland (1892)
- Nannas dosa (1897)
- Björnsons ryska bref bedömda i Finland (1903)
- Framtidsuppgifter (1918)
- Ett halvt år såsom Finlands pressrepresentant i Sverige (1919)
- Språkstriden i Finland (1920)
- Den svenska nationalitetens i Finland samlingsrörelse : Anteckningar (1921)
- Lyckans galoscher: Lustspel i tre akter (1921)[4]